# La Gloire
La Gloire byla obrněná válečná loď francouzského námořnictva stejnojmenné třídy. Její stavba byla zahájena na popud výsledků obrněných lodí za Krymské války. Byla postavena v loděnici Arsenal de Toulon podle návrhu konstruktéra Stanislase Dupuye de Lôme. Jejími sesterskými loděmi byly La Normandie a L'Invincible.
La Gloire vstoupila do služby v srpnu 1860. Jednalo se o smíšenou konstrukci - její boky byly ze dřeva silného 610 až 660 milimetrů a nesly přídavné 110 až 120 milimetrové pláty kovaného železa. Trup byl navíc zpevněn železným kováním. La Gloire byla oplachtěna jako třístěžňová barkentina, později bylo oplachtění rozšířeno pro zvětšení rychlosti. Osm kotlů pak pohánělo horizontální reverzní parní stroj s jednou vrtulí.
Výzbroj tvořilo 36 163mm předovek modelu 1858/60 s drážkovanou hlavní. Později byla přezbrojena na 16 163mm děl, 12 55liberních děl s hladkou hlavní a čtyři 346mm houfnice s drážkovanou hlavní.
La Gloire sloužila u námořnictva osm let, poté podstoupila rozsáhlou přestavbu a přezbrojení na děla nabíjená zezadu (8 × 239 mm a 6 × 193 mm). V roce 1879 byla vyřazena ze služby a o čtyři roky později rozebrána.